# Ronde van Frankrijk 2007/Vierde etappe
De vierde etappe van de Ronde van Frankrijk 2007 werd verreden op 11 juli 2007 tussen Villers-Cotterêts en Joigny over een afstand van 193 kilometer. Het is de 1e rit die enkel door Frankrijk voert. De rit eindigde in een massasprint.

## Verloop
David Millar probeerde op de eerste helling van de dag de bergtrui terug te veroveren, maar dat liet leider Stéphane Augé niet gebeuren - de Fransman pakte zelf ook punten en behield de bolletjestrui.
Na 35 km ontsnapten Juan Antonio Flecha (Rabobank), Gorka Verdugo (Euskaltel), Sylvain Chavanel (Cofidis) en Christian Knees (Team Milram) uit het peloton. Hun voorsprong werd maximaal 4 minuten, maar desondanks bleef de kopgroep lang vooruit. In het peloton vonden zoals bijna iedere dag valpartijen plaats. Rémy Di Gregorio, Staf Scheirlinckx en Xabier Zandio kwamen ten val en Zandio moest als gevolg daarvan opgeven.
De kopgroep werd 3 kilometer voor de finish ingehaald en het peloton stevende af op een massasprint. Favorieten als Tom Boonen zaten ver in het peloton en van een georganiseerde sprint was geen sprake. Julian Dean trok de sprint aan voor zijn kopman Thor Hushovd en de Noor was de snelste. Robert Hunter kwam nog dichtbij, maar eindigde als tweede. Óscar Freire, die tot nu toe nog niet had kunnen overtuigen in de massasprints, werd derde. Tom Boonen eindigde pas als 8e, maar behield wel het groen. Net als Fabian Cancellara, die zijn gele leiderstrui niet kwijt raakte.

## Sprints

### Tussensprints
| Tussensprint La Ferté-Gaucher na 69 km |                     |        |
| Plaats                                 | Naam                | Punten |
| Winnaar                                | Juan Antonio Flecha | 6      |
| 2                                      | Sylvain Chavanel    | 4      |
| 3                                      | Matthieu Sprick     | 2      |

| Tussensprint Soligny-les-Etangs na 122.5 km |                     |        |
| Plaats                                      | Naam                | Punten |
| Winnaar                                     | Juan Antonio Flecha | 6      |
| 2                                           | Sylvain Chavanel    | 4      |
| 3                                           | Christian Knees     | 2      |

| Tussensprint Theil-sur-Vanne na 158.5 km |                     |        |
| Plaats                                   | Naam                | Punten |
| Winnaar                                  | Juan Antonio Flecha | 6      |
| 2                                        | Sylvain Chavanel    | 4      |
| 3                                        | Christian Knees     | 2      |

### Bergsprints
| Beklimming Côte de Veuilly-la-Poterie na 23.5 km | Beklimming Côte de Veuilly-la-Poterie na 23.5 km | Beklimming Côte de Veuilly-la-Poterie na 23.5 km | 4e cat. 1.0 km à 5.2 % | 4e cat. 1.0 km à 5.2 % |
| Plaats                                           | Naam                                             | Naam                                             | Punten                 |                        |
| Winnaar                                          | Aljaksandr Koetsjynski                           | Aljaksandr Koetsjynski                           | 3                      |                        |
| 2                                                | David Millar                                     | David Millar                                     | 2                      |                        |
| 3                                                | Stéphane Augé                                    | Stéphane Augé                                    | 1                      |                        |

| Beklimming Côte de Doucy na 62.5 km | Beklimming Côte de Doucy na 62.5 km | Beklimming Côte de Doucy na 62.5 km | 4e cat. 1.9 km à 4.9 % | 4e cat. 1.9 km à 4.9 % |
| Plaats                              | Naam                                | Naam                                | Punten                 |                        |
| Winnaar                             | Sylvain Chavanel                    | Sylvain Chavanel                    | 3                      |                        |
| 2                                   | Juan Antonio Flecha                 | Juan Antonio Flecha                 | 2                      |                        |
| 3                                   | Gorka Verdugo                       | Gorka Verdugo                       | 1                      |                        |

| Beklimming Côte de Galbaux na 142.5 km | Beklimming Côte de Galbaux na 142.5 km | Beklimming Côte de Galbaux na 142.5 km | 4e cat. 2.4 km à 3.8 % | 4e cat. 2.4 km à 3.8 % |
| Plaats                                 | Naam                                   | Naam                                   | Punten                 |                        |
| Winnaar                                | Sylvain Chavanel                       | Sylvain Chavanel                       | 3                      |                        |
| 2                                      | Christian Knees                        | Christian Knees                        | 2                      |                        |
| 3                                      | Juan Antonio Flecha                    | Juan Antonio Flecha                    | 1                      |                        |

| Beklimming Côte de Bel-Air na 144 km | Beklimming Côte de Bel-Air na 144 km | Beklimming Côte de Bel-Air na 144 km | 4e cat. 1.3 km à 5.4 % | 4e cat. 1.3 km à 5.4 % |
| Plaats                               | Naam                                 | Naam                                 | Punten                 |                        |
| Winnaar                              | Christian Knees                      | Christian Knees                      | 3                      |                        |
| 2                                    | Matthieu Sprick                      | Matthieu Sprick                      | 2                      |                        |
| 3                                    | Sylvain Chavanel                     | Sylvain Chavanel                     | 1                      |                        |

### Massasprint
Tom Boonen zat wat vast toen Thor Hushovd loskwam. Spijtig voor Boonen en deed een 'vloek' op zijn ploegmaat Gert Steegmans, maar meende dat niet echt. Hij had waarschijnlijk meer van deze massasprint verwacht.
Morgen waarschijnlijk geen massasprint: een etappe van 182.5 km. Vooral voor de bolletjestrui kan het morgen spannend worden een paar klimmetjes van 4de categorie, een paar van 3de, en twee van 2de categorie.

## Uitslag
| rang | renner             | land                | ploeg                 | tijd     |
| ---- | ------------------ | ------------------- | --------------------- | -------- |
| 1    | Thor Hushovd       | Noorwegen           | Crédit Agricole       | 4h37'47" |
| 2    | Robert Hunter      | Zuid-Afrika         | Team Barloworld       | z.t.     |
| 3    | Óscar Freire       | Spanje              | Rabobank              | z.t.     |
| 4    | Erik Zabel         | Duitsland           | Team Milram           | z.t.     |
| 5    | Danilo Napolitano  | Italië              | Lampre                | z.t.     |
| 6    | Gert Steegmans     | België              | Quickstep             | z.t.     |
| 7    | Robert Förster     | Duitsland           | Gerolsteiner          | z.t.     |
| 8    | Tom Boonen         | België              | Quickstep             | z.t.     |
| 9    | Sébastien Chavanel | Frankrijk           | La Française des Jeux | z.t.     |
| 10   | Mark Cavendish     | Verenigd Koninkrijk | T-Mobile Team         | z.t.     |